# Chiesa di Santa Maria in Transpontina

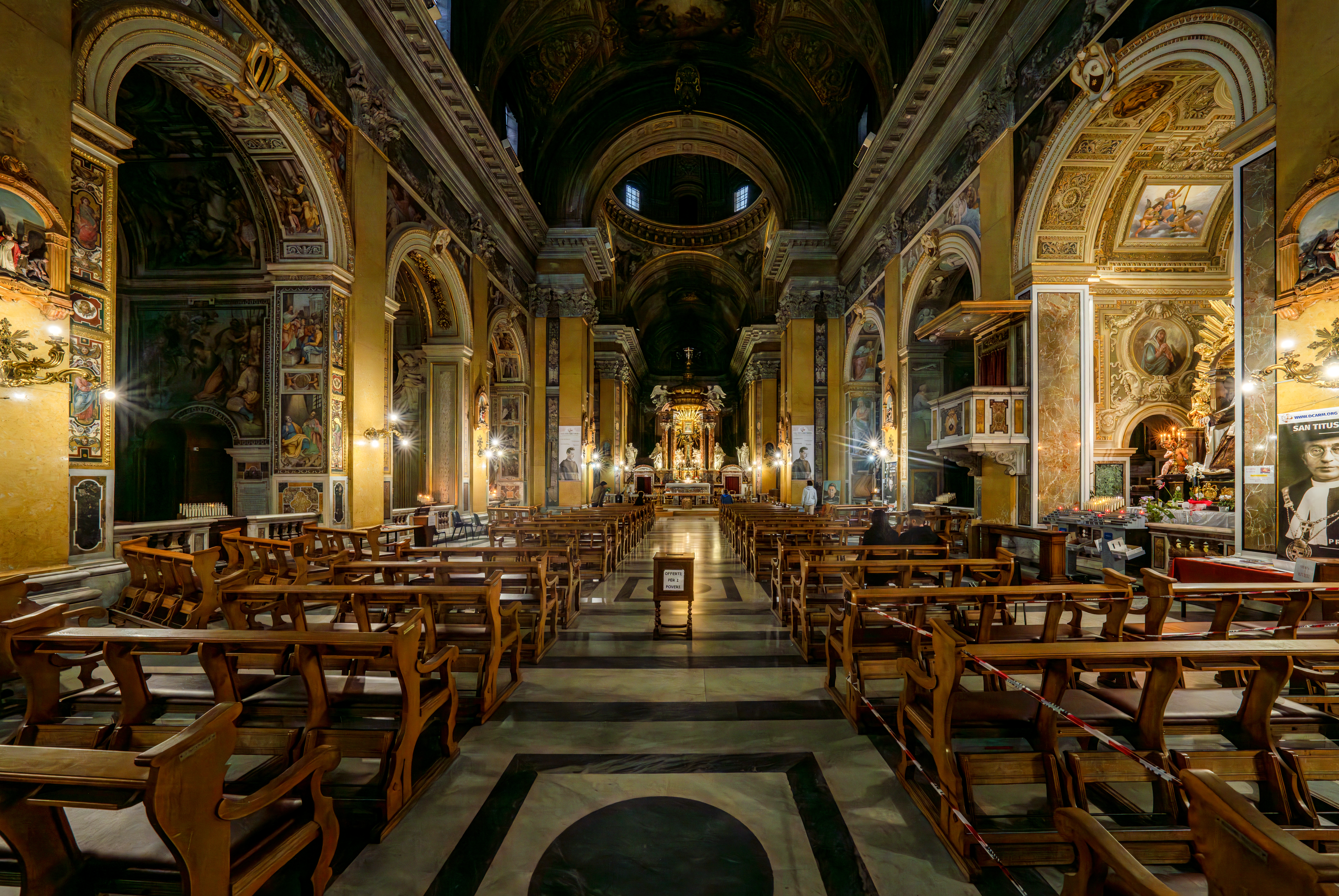
Interno

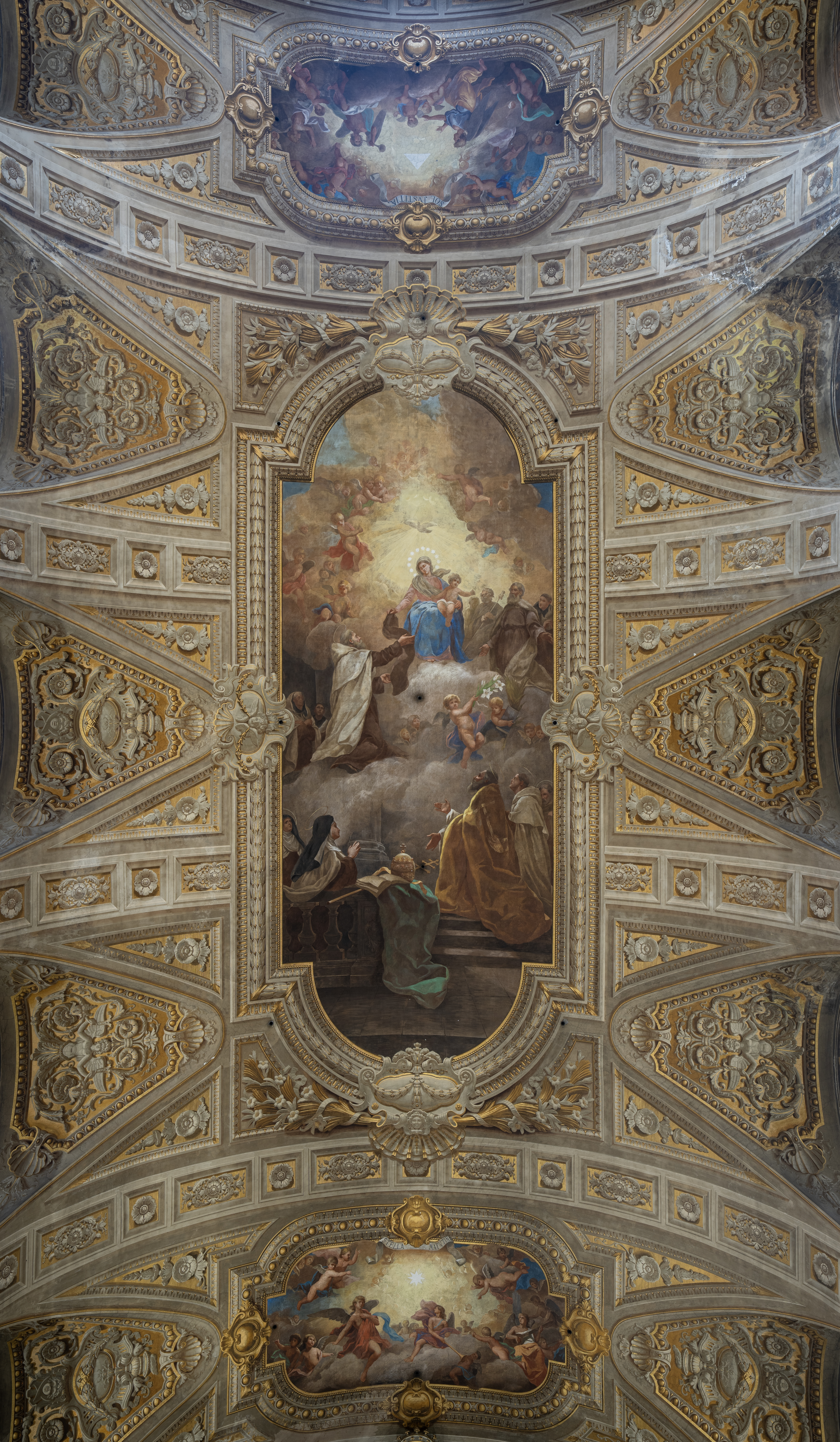
Il soffitto.

La chiesa di Santa Maria in Transpontina è un luogo di culto cattolico del centro storico di Roma, situato lungo via della Conciliazione, nel rione Borgo; è sede di parrocchia affidata all'Ordine della Beata Vergine del Monte Carmelo, e su di essa insiste l'omonimo titolo cardinalizio.

## Storia
Situata nell'odierna via della Conciliazione, nei pressi del Vaticano, la chiesa fu fondata nel XVI secolo in sostituzione di una più antica, fatta demolire da Pio IV perché di ostacolo alle traiettorie delle bombarde di Castel Sant'Angelo. Per lo stesso motivo la cupola della chiesa appare molto schiacciata ed è priva di tamburo. La nuova chiesa venne eretta lungo la strada di Borgo Nuovo, a quel tempo la principale arteria del rione.
L'architetto dell'edificio fu il bolognese Ottaviano Mascherino, che edificò anche il primo nucleo del Palazzo del Quirinale e la chiesa di San Salvatore in Lauro.
Quando nel 1936-1950 la strada di Borgo Nuovo venne demolita per l'apertura di via della Conciliazione, la chiesa fu uno dei pochi edifici a essere risparmiati, e rimase perciò in asse con la vecchia strada invece che con la nuova arteria. Inoltre, poiché il sedime di Via Conciliazione è più basso, per permettere di entrare nel tempio dovettero essere aggiunti alcuni scalini.

## Descrizione
La chiesa presenta internamente una struttura con pianta a croce latina: aula costituita da un'unica navata con cappelle laterali, transetto poco sporgente, crociera coperta con cupola e profondo coro terminante con un'abside semicircolare.
Tra le opere d'arte dell'interno si segnala il movimentato altar maggiore barocco di Carlo Fontana (1674), che custodisce un'icona medievale. Una pala di Giulio Cesare Procaccini, un tempo collocata nella chiesa, è oggi a New York; un'altra di Antonio Gherardi, rappresentante l'Estasi di Santa Teresa, è invece ancora al suo posto.
Nella chiesa si trovano tre organi a canne: nel transetto, ai lati del coro, ciascuno su un'apposita cantoria, vi sono due strumenti costruiti dal 1668 da Giuseppe Testa, entrambi non funzionanti, dei quali quello di destra successivamente modificato; nell'abside, invece, vi è l'organo Mascioni opus 879, costruito nel 1966, a trasmissione elettrica e con 40 registri su due manuali e pedale.
Accanto alla chiesa è collocato l'Oratorio della Dottrina Cristiana, bella architettura di Nicola Michetti (1715).
Tra le navate di questa chiesa, lo scrittore Juan Gomez Jurado, ambienta il romanzo La spia di Dio.
- Cappella di Sant'Angelo Martire Carmelitano.

Nella Cappella di San Canuto fu sepolto Nicola Zabaglia promotore dei sampietrini della Fabbrica di San Pietro, ma la sua tomba è andata perduta.